# Lars Aslan Rasmussen
Lars Aslan Rasmussen (nascido em 31 de outubro de 1978 em Copenhague) é um político dinamarquês, membro do Folketing pelo partido dos sociais-democratas. Ele entrou no parlamento no dia 4 de abril de 2016, quando Helle Thorning-Schmidt renunciou ao cargo.

## Carreira política
Nas eleições legislativas dinamarquesas de 2015, Rasmussen foi eleito substituto dos sociais-democratas no círculo eleitoral de Copenhaga. Quando Helle Thorning-Schmidt renunciou à sua cadeira no dia 4 de abril de 2016, Rasmussen entrou no parlamento e assumiu a cadeira. Ele concorreu nas eleições de 2019 e foi eleito diretamente para o parlamento com 4.279 votos.